# Glockengießerfamilie Neelmann
Die Glockengießereifamilie Neelmann (auch Nellmann, Neilmann, oder Neulmann) war in Soest seit der Mitte des 16. Jahrhunderts ansässig. Ihre Mitglieder arbeiteten, wie zu der Zeit üblich, auch als Wandergießer.

## Geschichte
Die Familie stammte ursprünglich aus Nehlen in der Nähe von Berwicke. Offensichtlich hatte sich ein Familienmitglied von seinem Gutsherren einen Freibrief ausstellen lassen, nach dem er aller Bürgerschaften, Freiheiten, Ämbter, und Gemeinheiten in Städten, Flecken, Dörfern, Schlössern und Behausungen forthan genießen, üben und gebrauchen durfte, um so durch den Betrieb eines städtischen Gewerbes seinen Lebensunterhalt zu bestreiten.

### Rochus Neelmann
Ein Rochus Nellmann aus Essen erwarb nach einem Eintrag in der Bürgerrolle von 1566 in Soest das Bürgerrecht. 1568 wurde er in der Bürgerrolle als Rochus Neulmann fidejussor bei Friedrich Knesels, der auch die Bürgerrechte besaß, bezeichnet. Seine Tätigkeit als Glockengießer ist seit 1571 belegt; er goss die Betglocke für die Thomäkirche in Soest. Die Inschrift der Glocke lautet: Uth dem fuir ich flodt, Rochus Nelmann van Essen mi goet 1571. Zu dieser Zeit hatte Neelmann in Soest noch einen Mitbewerber, den Büchsenmeister Joachim Trost. Trost wurde 1568 vom Rat der Stadt Soest dem Korbacher Rat für das Umgießen einer Glocke empfohlen. Allerdings sprach ihm 1570 der Rat seine Qualifikation ab und empfahl dem Lohnherrn in Neuengeseke, sich nach einem geschickten Glockengießer umzusehen, Weil M. Joachim seiner Kunst nicht gewiss ist.
Nach einem überlieferten Ratsprotokoll übernahm Rochus Neelmann den Guss für eine Glocke im sauerländischen Medebach. Für 1578 ist der Guss einer Glocke in Werther belegt. Auch hier lautete die Inschrift, wie bei der Soester Glocke: Ut dem Fuer bin ich geflaten, Rochus Nelmann hat mich gegaten. Meister Rochus wurde von dem Soester Rat unterstützt; dies fand in mehreren Ratsprotokollen Erwähnung. M. Rochus Nielmann belangendt haben die Herren sich gefallen lassen, M. Rochum Zeit seines Lebens mit dem Hause buißen dem Osthofe zum gießen zu belehnen mit dem Bescheide, daß er es im Rotbaw halten, und nae seinem Absterben sulchs den von Soest ohne Entgeltnuß soll heimfallen und sofern Rhat, Alderath, Zwolve, Ambt und Gemein ihm das Vergießen der Klocken wurden verwilligen, soll er’s auf seine Kosten doen, doch das ime der Zusatz soll erstatt werden.
Später richtete Neelmann seine Werkstatt vor dem Grandwegertor auf; diese Örtlichkeit war nach überlieferten Kriminalprotokollen als beliebter Hexentanzplatz eine verrufene Örtlichkeit. Später wurde an dieser Stelle die Präparandenanstalt gebaut. Als der Baumeister und Festungsingenieur Johann von Brachum in der Nähe eine größere Bastion errichtete, musste Neelmann sein Gießhaus räumen und siedelte zum Schützenwall um. Neelmann wurde 1584 zum letzten Mal wegen seiner Arbeit erwähnt; er goss für die Kapelle vor dem Osthofentor eine Glocke. 
Neelmann, der mittlerweile die Funktion eines Zwölferherrn der Stadt Soest bekleidete, starb 1595. 

### Peter Neelmann
Sein Sohn Peter Nielmann goss 1593 eine Glocke für die Kirche in Benninghausen. Für diese Arbeit blieben ihm die Lohnherren und die Templirer 100 Thaler schuldig. Der Soester Rat verwendete sich deswegen beim Gogreven von Erwitte, Hennecke Droste, für ihn. Ein weiterer Guss des Peter Nielmann ist für 1598 belegt. Er schuf die Glocke der Kirche in Olfen; sie trägt die Inschrift: Peter Neelmann von Soest goth mich im jar 1598 S. Vit ist min Name, roper godt ahn alle thosamen. Der Rat der Stadt Soest empfahl Meister Peter 1600 für das Umgießen zweier Glocken in Büren: daß er des Handwerks ziemblich erfahren, ime auch die bißhero angenommenen Umgießunge an anderen Örteren ziemblich gelungen, dergestalt, daß man sich seines verrichteten Arbeits bedanket und daran ein gut Genügens und Gefallens getragen. Für dieses Empfehlungsschreiben legte Neelmann dem Rat besiegelte Briefe vor.
Bis 1608 liegen keine Überlieferungen für die Arbeit der Glockengießerfamilie vor. 1608 misslang Peter Neelmann ein Guss in Horn und er musste die Arbeit wiederholen. Neelmann arbeitete außerdem als Kanonengießer.

### Johann Neelmann
Ein Johann Neelmann wurde 1600 als weiterer Glockengießer erwähnt; er goss eine Glocke mit der Inschrift „Johann Neelmann von Soest goth mich 1600“ für den Dachreiter der Münsterkirche in Essen.